# Шельф
Шельф (англ. Shelf — отмель; уступ; риф; мель) или материко́вая о́тмель — выровненная область подводной окраины материка (береговая платформа), примыкающая к суше (ставшая подводной в результате разрушения волнами) и характеризующаяся общими с ней чертами рельефа и геологической структурой.

## Описание
С точки зрения геоморфологов и геологов, границами шельфа являются берег моря или океана и так называемая бровка (резкий перегиб поверхности морского дна — переход к материковому склону). Глубина над бровкой обычно составляет 100—200 метров (но в некоторых случаях может достигать 500—1500 м, например, в южной части Охотского моря или бровка Новозеландского материкового шельфа). Конвенция ООН по морскому праву в статье 76 устанавливает более далёкую внешнюю границу шельфа: «внешняя граница подводной окраины материка» простирается (i) до места, где толщина осадочных пород составляет не менее одного процента расстояния до подножия континентального склона или (ii) на расстояние 60 миль от подножия континентального склона.
Общая площадь шельфов составляет около 32 миллионов км². Наиболее обширен шельф у северной окраины Евразии, где его ширина достигает 1,5 тыс. километров, а также в Беринговом море, Гудзоновом заливе, Южно-Китайском море, у северного побережья Австралии.
| Океан (море)                         | Активная окраина | Активная окраина | Пассивная окраина | Пассивная окраина | Общая окраина | Общая окраина |
| Океан (море)                         | Минимум          | Максимум         | Минимум           | Максимум          | Минимум       | Максимум      |
| ------------------------------------ | ---------------- | ---------------- | ----------------- | ----------------- | ------------- | ------------- |
| Северный Ледовитый океан             | 0                | 0                | 104.1 ± 1.7       | 389               | 104.1 ± 1.7   | 389           |
| Индийский океан                      | 19 ± 0.61        | 175              | 47.6 ± 0.8        | 238               | 37 ± 0.58     | 238           |
| Средиземное и Черное моря            | 11 ± 0.29        | 79               | 38.7 ± 1.5        | 166               | 17 ± 0.44     | 166           |
| Северная часть Атлантического океана | 28 ± 1.08        | 259              | 115.7 ± 1.6       | 434               | 85 ± 1.14     | 434           |
| Северная часть Тихого океана         | 39 ± 0.71        | 412              | 34.9 ± 1.2        | 114               | 39 ± 0.68     | 412           |
| Южная часть Атлантического океана    | 24 ± 2.6         | 55               | 123.0 ± 2.5       | 453               | 104 ± 2.4     | 453           |
| Южная часть Тихого океана            | 214 ± 2.86       | 357              | 96.1 ± 2.0        | 778               | 110 ± 1.92    | 778           |
| Все океаны                           | 31 ± 0.4         | 412              | 88.2 ± 0.7        | 778               | 57 ± 0.41     | 778           |

## Права на шельф
Конвенция ООН по морскому праву от 1982 года предоставляет прибрежным государствам право контроля над континентальным морским шельфом (морское дно и недра подводных районов, находящиеся за пределами территориальных вод государства). При этом граница континентального шельфа в пределах 200 морских миль от исходных линий, от которых отмеряется ширина территориального моря, существует в силу неотъемлемого права прибрежного государства, и от него не требуется специального заявления или обоснования для её подтверждения, тогда как если государство — участник Конвенции по морскому праву намерено провести границу континентального шельфа по внешней границе подводной окраины материка, которая находится далее 200 морских миль, то для этого применяются специальные методы и процедура, определённые в Конвенции, и задействуется международный орган, созданный для этой цели — Комиссия по границам континентального шельфа.
Конституция РФ отнесла к ведению Федерации определение статуса территориального моря, исключительной экономической зоны и континентального шельфа (п. «н» ст. 71). В 1995 г. был принят Федеральный закон от 30 ноября 1995 г. N 187-ФЗ «О континентальном шельфе Российской Федерации». Закон определил статус континентального шельфа России в соответствии с «общепризнанными принципами и нормами международного права». Установлены правила разведки и разработки минеральных ресурсов, а также изучения и использования живых ресурсов.
В настоящее время рядом стран ведется борьба за арктический шельф. Наиболее активными участниками этой борьбы являются с одной стороны Канада, США и Российская Федерация. Так, в 2001 году Россия стала первой из пяти арктических стран, обратившейся с заявкой о расширении границ своего континентального шельфа свыше стандартного 322-километрового предела. Но Комиссия по границам континентального шельфа отвергла эту заявку, сославшись на недостаток доказательств. Россия заявила, что планирует потратить в 2010 году около 1,5 миллиардов рублей на определение протяжённости своего континентального шельфа в Арктике.
В конце декабря 2023 года Государственный департамент США объявил о «расширении» континентального шельфа США в Арктике и Беринговом море. США не участвуют в Конвенции по морскому праву 1982 года и поэтому не обязаны обращаться в Комиссию по границам континентального шельфа, а могут действовать в одностороннем порядке. При этом Россия, Канада и Дания годами ожидают рассмотрения своих претензий на морское дно Арктики Комиссией по границам континентального шельфа.

## Добыча шельфовой нефти
Первые попытки добывать нефть со дна моря делали еще в конце XIX столетия, в частности в США. Тогда глубина разработок исчислялась метрами. Сначала буровые установки в море ставили на сваи, но в конце 1950-х годов СССР и США, две страны, которые особенно активно разрабатывали шельф, начали вести добычу нефти с плавучих конструкций. К 1981 году в мире эксплуатировалось уже больше 500 плавучих буровых установок.
В 2015 году доля морских месторождений составляла 29 % от суммарной мировой добычи нефти. Эксплуатация морских месторождений осуществляется в 50 странах, но почти половина всей добычи сконцентрирована в пяти странах-лидерах: Саудовская Аравия, Бразилия, Мексика, Норвегия и США. Крупнейшим морским месторождением является саудовско-кувейтское месторождение Саффания-Хафджи.
В России на шельфе Печорского моря уже ведется добыча первой арктической нефти — на Приразломном месторождении. Месторождение открыто в 1989 году и содержит более 70 млн. т извлекаемых запасов нефти. Для освоения месторождения создана специальная морская ледостойкая стационарная платформа (МЛСП) «Приразломная». Первая партия арктической нефти нового сорта под названием ARCO (Arctic Oil) была отгружена в апреле 2014 года.